# 非基于英语的编程语言
非基于英语的编程语言（英語：Non-English-based programming languages）是指不使用源自英語或與英語詞彙有關的關鍵字的程式語言。這些程式語言可能用源自其他語言的詞彙來表達程式邏輯。

## 外部連結
- SAKO information page at HOPL – By Diarmuid Pigott